# Biotransformacja
Biotransformacja – reakcja chemiczna katalizowana przez enzymy, w wyniku której następuje przekształcenie określonego związku chemicznego.
Biotransformacje u mikroorganizmów można porównać do biokatalizatorów, które przeprowadzają przemiany prowadzące do otrzymania pożądanego produktu. Są to procesy wykorzystujące najczęściej tylko jeden enzym i nie dostarczają komórce energii ani potrzebnych związków. Biotransformacje zachodzą też w formach przetrwalnikowych mikroorganizmów, dzięki braku zaangażowania jakichkolwiek szlaków metabolicznych w proces.
Jednym z ważniejszych problemów przy stosowaniu biotransformacji jest występujące ograniczenie przepuszczalności substratów i produktów przez błony cytoplazmatyczne lub też wydzielenie odpowiedniego enzymu z komórki. Dlatego też opracowane specyficzne sposoby postępowania zależą od charakteru mikroorganizmu (np. środki powierzchniowo czynne).
| Substrat           | Produkt                       | Mikroorganizm               |
| ------------------ | ----------------------------- | --------------------------- |
| aldehyd benzoesowy | D-1-hydroksy-1-fenylopropanon | Saccharomyces cerevisiae    |
| etanol             | kwas octowy                   | Acetobacter sp.             |
| D-glukoza          | kwas D-glukonowy              | Gluconobacter suboxydans    |
| D-glukoza          | kwas 2-ketoglukonowy          | Pseudomonas fragi           |
| kwas fumarowy      | kwas asparaginowy             | pałeczka okrężnicy          |
| kwas fumarowy      | kwas jabłkowy                 | Brevibacterium ammoniagenes |
| laktoza            | D-glukoza, D-galaktoza        | Kluyveromyces marxianus     |